# Puchar Europy w Biegu na 10 000 metrów 2006
10. Puchar Europy w Biegu na 10 000 metrów – zawody lekkoatletyczne, które odbyły się 15 kwietnia 2006 w Antalyi.

## Rezultaty

### Mężczyźni
| Konkurencja   | 1. miejsce      | Rezultat            | 2. miejsce      | Rezultat            | 3. miejsce   | Rezultat            |
| ------------- | --------------- | ------------------- | --------------- | ------------------- | ------------ | ------------------- |
| Indywidualnie | Mokhtar Benhari | 28:47,22            | Ricardo Serrano | 28:50,18            | Ismaïl Sghyr | 28:51,14            |
| Drużynowo     | Francja         | 1:26:37,42 (13 pkt) | Portugalia      | 1:27:09,16 (32 pkt) | Włochy       | 1:27:10,52 (32 pkt) |

### Kobiety
| Konkurencja   | 1. miejsce        | Rezultat            | 2. miejsce         | Rezultat            | 3. miejsce     | Rezultat            |
| ------------- | ----------------- | ------------------- | ------------------ | ------------------- | -------------- | ------------------- |
| Indywidualnie | Elvan Abeylegesse | 30:21,67            | Silvia Weissteiner | 32:30,55            | Krisztina Papp | 32:21,54            |
| Drużynowo     | Belgia            | 1:38:17,13 (23 pkt) | Włochy             | 1:38:38,35 (26 pkt) | Portugalia     | 1:39:05,39 (36 pkt) |